# Erebus speciosus
Erebus speciosus là một loài bướm đêm trong họ Erebidae.